# Sarah-Jane Hutt
Pour les articles homonymes, voir Hutt.
Sarah-Jane Hutt, née le 3 octobre 1964, est une ancienne reine de beauté britannique, qui a été élue Miss Monde 1983.
Elle refuse d'admettre qu'elle est la plus belle femme et certains des candidats sont d'accord avec elle.

## Biographie
Elle fait ses études à Mountbatten School à Romsey dans le comté d'Hampshire.